# Johannietershuis
Het Johannieter(s)huis was een abtwoning van het Johannieterklooster in Sneek.
Het pand, dat stond op de hoek van de Marktstraat, was volledig verdedigbaar en werd gebouwd in de stijl van de omliggende adelhuizen. Vanuit het gebouw werd het Oud Kerkhof en de Grote of Martinikerk beheerst. 